# La carica dei cento e uno
La carica dei cento e uno (One Hundred and One Dalmatians) è un film d'animazione del 1961 prodotta dalla Walt Disney Productions e distribuita dalla Buena Vista Distribution. Adattamento dell'omonimo romanzo di Dodie Smith del 1956, il film è stato diretto da Hamilton Luske, Clyde Geronimi e Wolfgang Reitherman da una sceneggiatura di Bill Peet. Presenta le voci di Rod Taylor (come voce di Pongo, il primo dei dalmati), J. Pat O'Malley, Betty Lou Gerson (come voce della spregevole Crudelia De Mon), Martha Wentworth, Ben Wright, Cate Bauer, Dave Frankham e Fred Worlock.
La trama del film segue la storia di una cucciolata di quindici cuccioli dalmati, che vengono rapiti da Crudelia De Mon, una ricca e sfaticata ereditiera ossessionata dalla moda e dalla vita mondana, la quale vuole trasformare la loro pelliccia in cappotti. Pongo e Peggy intraprendono una missione di salvataggio attraverso il paese per salvare i cuccioli dalla maniacale Crudelia, salvandone altri 84, oltre i loro cuccioli, arrivando ad un totale di 101 dalmati. 
La carica dei cento e uno uscì nelle sale il 25 gennaio 1961, con un grande successo di critica, e fu un successo anche al botteghino. Con un incasso di 14 milioni di dollari a livello nazionale nella sua versione cinematografica originale, è stato il primo lungometraggio d'animazione a guadagnare oltre 10 milioni di dollari durante la sua uscita iniziale, ed è diventato l'ottavo film di maggior incasso dell'anno al botteghino nordamericano e il film d'animazione con maggior successo, senza contare le uscite successive del film. A parte i soldi guadagnati al botteghino, l'impiego di tecniche di animazione poco costose, come l'utilizzo della xerografia durante il processo di inchiostrazione e verniciatura delle tradizionali celle di animazione, hanno mantenuto bassi i costi di produzione. Considerando le riuscite, il film ha incassato 303 milioni di dollari in tutto il mondo e, al netto dell'inflazione, è il dodicesimo film con il maggior incasso al botteghino nordamericano e il secondo film d'animazione con il maggior incasso a livello globale.
Il successo del film ha spinto la Disney ad espanderlo in un franchise, con un remake live-action uscito nel 1996, con Glenn Close nei panni di Crudelia, seguito da un sequel nel 2000. Un sequel animato direct-to-video del film del 1961, La carica dei 101 II - Macchia, un eroe a Londra, è uscito nel 2003. Sono state prodotte anche due serie televisive animate basate sul franchise, La carica dei 101 - La serie nel 1997 e 101 Dalmatian Street nel 2019. Un live-action, Crudelia, spin-off sul personaggio con Emma Stone nei panni della protagonista, è uscito nel 2021.
17º Classico Disney, il film ha tirato fuori lo studio dalla crisi finanziaria causata da La bella addormentata nel bosco, uscito due anni prima. Fu il primo film animato con la tecnica xerografica che permetteva di risparmiare notevolmente sull'inchiostrazione e che sarà poi molto utilizzata fino all'avvento della colorazione digitale.
A partire dalla riedizione del 1970 il film è stato intitolato La carica dei 101.

## Trama
Il musicista Rudy Radcliffe vive da solo in un appartamento presso Regent's Park, a Londra, insieme al suo cane, un dalmata di nome Pongo. Quest'ultimo, volendo trovare una compagna sia per sé che per il proprio padrone, si fa portare da Rudy a fare una passeggiata al parco e lo fa scontrare volutamente con Anita, una donna giovane e bella accompagnata da un'altrettanto graziosa dalmata di nome Peggy. L'incontro produce i suoi frutti e le due coppie finiscono per frequentarsi e poi sposarsi.
Qualche tempo dopo, Peggy rimane incinta e dà alla luce quindici cuccioli. La notte stessa del parto, i coniugi Radcliffe vengono visitati dalla perfida Crudelia De Mon, ex compagna di scuola di Anita, una donna ricca, avida e spregiudicata, amante delle pellicce. Ella, interessata alle pelli dei cani, si offre di comprare l'intera cucciolata, ma Rudy si oppone e chiarisce che i cuccioli non sono in vendita, al che Crudelia giura vendetta e se ne va infuriata. Alcune settimane dopo, due scagnozzi della donna, Gaspare e Orazio, entrano in casa della coppia con la forza, nonostante la governante Nilla cerchi di impedirlo, e rapiscono tutti i cuccioli. Dopo che Scotland Yard ammette di non riuscire ad identificare i ladri dei cuccioli, Pongo e Peggy, disperati e ansiosi per le sorti dei loro figli, usano un sistema di passaparola tra i loro amici cani per cercare informazioni sui loro piccoli.
Le comunicazioni raggiungono presto le campagne oltre Londra; il Colonnello, un vecchio cane pastore, riceve l'appello e manda il sergente Tibbs, un gatto, a indagare dentro un edificio sospetto, chiamato Antro dell'Inferno, che altro non è che l'abbandonata e fatiscente villa di famiglia di Crudelia, dalla quale da qualche tempo si sentono provenire guaiti di cani. Tibbs, infatti, scopre che lì dentro si trovano decine di cuccioli dalmati, tra cui anche quelli rapiti a Pongo e Peggy, destinati a essere "tramutati" in pellicce. Il Colonnello informa subito i due, i quali partono immediatamente alla volta della villa, giungendo giusto un attimo prima che Gaspare e Orazio abbiano la meglio sui cuccioli e sul sergente Tibbs. Dopo una lotta contro i due malviventi, i cani riescono a scappare attraverso un buco nella porta fatto da Gaspare.
Dopo una felice riunione con i loro cuccioli, Pongo e Peggy si rendono conto che ce ne sono decine di altri con loro: i cuccioli, in totale, sono 99. Sconvolti dai piani di Crudelia, decidono di farli scappare e di adottarli tutti, certi che Rudy e Anita riusciranno a trovare una sistemazione. Iniziano dunque una lunga ed estenuante marcia di ritorno verso Londra, aiutati da vari animali incontrati lungo il tragitto mentre sono continuamente braccati dalla donna e dai suoi due tirapiedi. Arrivati infine in un paese alle porte della capitale, intercettano un furgoncino diretto in città sul quale salire, ma gli inseguitori impediscono loro di proseguire. Pongo, allora, ricorre ad un astuto stratagemma: far ricoprire i dalmati di fuliggine in modo che sembrino dei terranova (per il doppiaggio italiano, nella versione originale si tratta più correttamente di Labrador), per ingannare i loro inseguitori e salire sul furgone.
Il piano sembra riuscire, ma Crudelia scopre l'inganno quando le gocce d'acqua provenienti dalla neve che si scioglie cancella in parte la fuliggine delle loro pellicce: fuori di sé dall’ira, la ricca megera parte in uno spericolato inseguimento sulla sua auto, tentando di buttare il furgone fuori strada, ma Gaspare e Orazio, che cercano di tagliargli la strada, sbandano e finiscono per scontrarsi proprio contro l'auto della loro padrona, facendo finire anche il loro veicolo fuori strada e in un fossato sottostante, sopravvivendo all'impatto, mentre il furgone dei cuccioli si allontana portandoli così in salvo. A Crudelia non resta altro che urlare frustrata alla coppia mentre si dispera, ma ormai Gaspare, che non ha più nulla da perdere, le si rivolta contro dicendole "Chiudi il becco!".
A Londra intanto i coniugi Radcliffe stanno cercando di celebrare il Natale e il primo grande successo discografico di Rudy, una canzone che si prende gioco di Crudelia, ma la tristezza per avere perso i loro amici cani domina ancora. Improvvisamente sentono abbaiare all'esterno e, nella speranza di rivedere i loro animali, aprono la porta e si trovano di colpo la casa invasa da decine di cuccioli. Dopo avere loro tolto un po' di fuliggine, la coppia riconosce con gioia i propri cani. Dopo avere contato 84 cuccioli in più, decidono di acquistare una grande casa in campagna in cui tenere e crescere tutti i 101 dalmata.

## Personaggi
- Pongo: il cane dalmata di Rudy, protagonista del film.
È doppiato in inglese da Rod Taylor.
- Peggy (Perdita): la cagnolina dalmata di Anita, protagonista femminile del film e compagna di Pongo.
Nel doppiaggio in inglese, alcuni dei suoi dialoghi sono doppiati da Lisa Daniels, però, siccome ella si era sposata e trasferita a New York durante la produzione del film, il resto dei dialoghi è di Cate Bauer.
- Rudy Radcliffe (Roger Radcliffe): un compositore di musica jazz, marito di Anita e padrone di Pongo.
È doppiato in inglese da Ben Wright.
Le sue parti cantate sono invece di Bill Lee.
- Anita Radcliffe, moglie di Rudy e padrona di Peggy. Non sembra rendersi conto della malvagità di Crudelia De Mon.
È doppiata in inglese da Lisa Davis.
- Nilla (Nanny), la governante di casa di Rudy e Anita, un po' goffa, ma coraggiosa e molto affezionata ai cuccioli.
È doppiata in inglese da Martha Wentworth.
- Crudelia De Mon (Cruella De Vil), principale antagonista del film. Una donna ricca ed ex compagna di scuola e amica di Anita. È la mandante del rapimento dei cuccioli dalmati in quanto, amante accanita delle pellicce, vuole a tutti i costi farsene una con pelli maculate dei cuccioli.
È doppiata in inglese da Betty Lou Gerson.
- Gaspare (Jasper) e Orazio (Horace) Badun, antagonisti secondari del film. Sono due ladri assoldati da Crudelia. Gaspare è più sveglio ed è il capo del duo, mentre Orazio, grasso e tonto, è il sottomesso. Nonostante questo in molti frangenti è lui ad avere delle intuizioni corrette, che ogni volta vengono ridicolizzate da Gaspare come sciocchezze.
Sono doppiati rispettivamente in inglese da J. Pat O'Malley e Frederick Worlock. Quest'ultimo fu accreditato nei titoli di testa come "Fred Worlock".
- Pizzi (Patch), uno dei cuccioli di Pongo e Peggy. È il più birbante e un grande appassionato della serie televisiva con protagonista il cane Fulmine.
È doppiato in inglese dal giovane doppiatore Mickey Maga, che fu accreditato nei titoli di testa come "Micky Maga".
- Rolly, uno dei cuccioli di Pongo e Peggy. Ha sempre fame ed è il più pigro.
È doppiato in inglese dalla doppiatrice giovane Barbara Beaird.
- Lucky, uno dei cuccioli di Pongo e Peggy, rischia di morire dopo la nascita ma viene salvato da Rudy con un massaggio cardiaco. Gli piace molto la televisione.
È doppiato in inglese dalla doppiatrice giovane Mimi Gibson.
- Colonnello (Colonel), un vecchio cane di campagna (più precisamente un bobtail) con un apparente passato di militare, affetto dagli acciacchi dell'età. Comanda il gruppo di animali (lui, il Sergente e il Capitano) che aiuta Pongo e Peggy nella loro missione.
Anche lui fu doppiato da O'Malley.
- Sergente Tibbs (Sergeant Tibbs), un gatto facente parte del gruppo del Colonnello.
È doppiato in inglese da David Frankham, che fu accreditato come "Dave Frankham".
- Capitano (Captain), un cavallo anch'esso parte del gruppo del Colonnello.
È doppiato in inglese da Thurl Ravenscroft.
- Danny, chiamato anche "Grande Danese", un cane (di razza alano) che aiuta Pongo e Peggy a localizzare i cuccioli rapiti.
È doppiato in inglese da George Pelling.
- Tony, è un cane (di sant'Uberto) che aiuta a ritrovare i cuccioli parlando con il Colonnello.
È doppiato in inglese da Tudor Owen.
- Terranova, un cane (di razza terranova, in realtà un labrador nero), che aiuta Pongo, Peggy e i cuccioli a rotolarsi nella fuliggine per mimetizzarsi.
È doppiato in inglese da Ramsay Hill.
- Regina e le mucche della stalla, che allattano i cuccioli e danno loro il rifugio per una notte.
Sono doppiate rispettivamente in inglese da Wentworth stessa, Sylvia Marriott, Queenie Leonard e Marjorie Bennett.

## Produzione

### Sviluppo

Pongo e Peggy.

Nel 1956 Dodie Smith scrisse il romanzo The One Hundred and One Dalmatians. Quando Walt Disney lesse il libro nel 1957, esso attirò subito la sua attenzione e lui prontamente ne acquistò i diritti. Smith aveva sempre segretamente sperato che Disney trasformasse il suo libro in un film. Disney incaricò Bill Peet di scrivere il film, segnando la prima volta che la storia di un film Disney venne creata da un solo sceneggiatore.
Anche se Walt non era coinvolto nella produzione dei film d'animazione frequentemente come negli anni precedenti egli era sempre presente alle riunioni della storia. Tuttavia Walt ritenne che il progetto originale di Peet fosse così perfetto da risultare poco coinvolto nel film complessivo. Peet inviò a Dodie Smith alcuni disegni dei personaggi, e lei rispose dicendo che Peet aveva effettivamente migliorato la sua storia e i disegni erano migliori delle illustrazioni del libro.

### Sceneggiatura
La Carica dei 101 è tratto da un romanzo di Dodie Smith, The One Hundred and One Dalmatians del 1956, pubblicato inizialmente a puntate come The Great Dog Robbery nel settimanale Woman's Day e adattato da Bill Peet. Fu un amico comune di Walt Disney e Dodie Smith, entrambi cinofili, che attirò l'attenzione di Disney sul libro della Smith (per molti fu Jack Warner, presidente della Warner Bros.). Lo studio comprò i diritti nel giugno del 1957. Il libro fu molto rimaneggiato per adattarlo al cartone animato finale.

### Animazione: l'invenzione della xerografia
Dopo che il costosissimo La bella addormentata nel bosco era stato un fallimento al botteghino, c'erano delle voci riguardo alla chiusura del dipartimento di animazione allo studio Disney. Durante la produzione de La bella addormentata nel bosco, Walt aveva detto all'animatore Eric Larson: "Non credo che possiamo continuare, è troppo costoso". Ciononostante Disney aveva ancora sentimenti profondi nei confronti dell'animazione da quando aveva costruito la società su di essa.
Ub Iwerks, responsabile dei processi speciali nello studio, stava sperimentando la fotografia Xerox per aiutare nell'animazione. Nel 1959 aveva modificato una macchina Xerox per trasferire i disegni degli animatori direttamente nei rodovetri d'animazione, eliminando il processo di inchiostrazione e risparmiando così tempo e denaro pur conservando la spontaneità degli elementi a matita. Tuttavia, a causa delle limitazioni della nuova tecnologia, lo Xerox non riuscì a deviare da un contorno nero graffiante e mancava la fine e sontuosa qualità dell'inchiostrazione manuale. Con lo studio non più in grado di permettersi il costoso processo di inchiostrazione, lo studio chiuse il reparto, con una conseguente riduzione del personale dell'animazione da oltre 500 a meno di 100.
Uno dei vantaggi dello Xerox, però, era che si trattava di un grande aiuto per animare i cani maculati. Secondo Chuck Jones, Disney fu in grado di realizzare il film in circa la metà di quello che sarebbe costato se avessero dovuto animare tutti i cani e le macchie. Per ottenere i dalmati maculati, gli animatori pensavano al motivo delle macchie come una costellazione. Una volta che avevano una "macchia di ancoraggio", le successive venivano poste in relazione a essa, e così via fino a ottenere il motivo completo. In totale La carica dei cento e uno presentò 6.469.952 macchie, con Pongo che ne possiede 72, Peggy 68 e ogni cucciolo ne ha 32.

La produzione del film segnò anche un cambiamento nello stile grafico dell'animazione Disney. La bella addormentata nel bosco aveva uno stile più angolare e grafico rispetto ai precedenti film Disney, e lo stesso look venne riportato ne La carica dei cento e uno e nella maggior parte dei film successivi. Per La carica dei cento e uno gli artisti dello sfondo avrebbero dipinto stampi liberi per rappresentare un oggetto e fotocopiare i dettagli sullo stampo. A Walt Disney non piacque l'aspetto artistico de La carica dei cento e uno, e sentì che stava perdendo l'elemento fantastico dei suoi film d'animazione. Il direttore artistico Ken Anderson ne soffrì molto. Walt alla fine lo perdonò alla sua ultima visita allo studio alla fine del 1966. Come Anderson ricordò in un'intervista:

### Riferimento live-action
Come fatto con altri suoi film, Walt Disney ingaggiò un'attrice per eseguire le scene live-action come riferimento per il processo di animazione. L'attrice Helene Stanley eseguì il riferimento live-action per il personaggio di Anita. Lei aveva fatto lo stesso tipo di lavoro per i personaggi di Cenerentola e Aurora.
Secondo Christopher Finch, autore di The Art of Walt Disney:
A differenza del rotoscope, gli animatori non tracciarono il filmato live-action, perché questo avrebbe fatto sembrare l'animazione rigida e innaturale. Invece studiarono il movimento dei personaggi umani e disegnarono a mano libera.

### Casting
Il membro del cast più conosciuto era l'attore australiano Rod Taylor, che aveva avuto una vasta esperienza radiofonica. Venne assunto come doppiatore di Pongo. I realizzatori scelsero deliberatamente voci più profonde per i cani rispetto ai loro proprietari umani, perché avessero più potere.

## Colonna sonora
A differenza di molti film d'animazione di Walt Disney, La carica dei cento e uno possiede solo tre canzoni, con una sola, Crudelia De Mon, a giocare un ruolo importante nel film. Gli altri due brani sono Kanine Krunchies Jingle (cantata in originale da Lucille Bliss, che aveva doppiato Anastasia nel Classico Disney del 1950 Cenerentola), e Dalmatian Plantation, della quale solo due frasi sono cantate da Rudy alla fine del film. L'autore Mel Leven aveva scritto diverse canzoni aggiuntive per il film tra cui Don't Buy a Parrot from a Sailor, un canto cockney che avrebbe dovuto essere eseguito da Orazio e Gaspare a Casa De Mon, e March of the One Hundred and One, che i cani avrebbero dovuto cantare dopo la fuga da Crudelia nel furgone. Queste ultime canzoni sono state incluse insieme alle altre nelle edizioni in musicassetta e audio CD della colonna sonora del film.

## Distribuzione

### Data di uscita
Le date di uscita internazionali sono state:
- 25 gennaio 1961 negli Stati Uniti
- 3 marzo in Brasile (A Guerra dos Dálmatas)
- 6 luglio in Argentina (101 Dálmatas - La noche de las narices frías)
- 25 luglio nel Regno Unito
- 21 settembre in Spagna (101 dálmatas)
- 8 ottobre in Australia
- 30 novembre in Italia
- 15 dicembre in Finlandia
- 19 dicembre in Germania Ovest (Pongo und Perdita)
- 20 dicembre in Francia (Les 101 dalmatiens)
- 21 dicembre in Messico (La noche de las narices frías)
- 26 dicembre in Danimarca (101 dalmatinere - Hund og hund imellem) e Svezia (Pongo och de 101 dalmatinerna)
- 29 dicembre in Austria
- 19 gennaio 1962 in Irlanda
- 2 maggio a Hong Kong
- 21 luglio in Giappone
- 13 aprile nei Paesi Bassi
- 16 dicembre in Emirati Arabi Uniti
- 9 aprile 2001 in Kuwait
- 20 ottobre 2005 in Turchia (101 dalmaçyali)

### Edizione italiana
La versione italiana del film venne curata da Roberto De Leonardis, come per molti altri film Disney. Il doppiaggio, diretto da Giulio Panicali, venne eseguito dalla CDC negli stabilimenti Fono Roma. La direzione musicale fu di Pietro Carapellucci. Nell'edizione italiana del film Roger è ribattezzato Rudy (nome rimasto invariato nella traduzione italiana del libro) e Perdita viene ribattezzata Peggy.

### Principali redistribuzioni
- Stati Uniti: 22 gennaio 1969; 9 giugno 1979; 20 dicembre 1985; 12 luglio 1991
- Giappone: 27 giugno 1970; 18 giugno 1981; 19 luglio 1986; 20 luglio 1991; 18 marzo 1995;
- Italia: 18 dicembre 1970; 22 dicembre 1979; 13 dicembre 1981; 7 aprile 1995; giugno 2012
- Emirati Arabi Uniti: 16 gennaio 1970; 1º ottobre 1978; 15 luglio 1985; 7 aprile 1995; 15 luglio 2012
- Francia: 13 dicembre 1972; 3 dicembre 1980; 1º aprile 1987; 5 aprile 1995
- Finlandia: 21 dicembre 1979; 14 aprile 1995
- Germania Ovest: 28 marzo 1980
- Svezia: 10 aprile 1987
- Danimarca: 24 marzo 1995
- Norvegia: 1º maggio 2002

### Edizioni home video

#### VHS
La prima e unica edizione VHS uscì in Italia nel febbraio 1996.

#### DVD
La prima edizione DVD uscì in Italia il 4 aprile 2000 distribuita dalla Warner Home video. Questo, come altri DVD Disney distribuiti dalla Warner, era privo di contenuti speciali.
La seconda edizione DVD uscì il 12 marzo 2008, come undicesimo titolo delle Walt Disney Platinum Editions. Per l'occasione il film venne restaurato in digitale. Questa fu l'ultima Platinum Edition a uscire esclusivamente in DVD. Era disponibile anche un'edizione composta da due DVD più un libro.
La terza edizione DVD è uscita il 1º agosto 2012, insieme alla prima edizione Blu-ray. Nonostante sia un'edizione speciale, i contenuti speciali sono quasi assenti, e la cover è quasi simile a quella della Platinum Edition. Il 4 novembre 2015 il DVD è stato ristampato per l'inclusione all'interno della collana Disney: I Classici.

#### Blu-ray Disc
La prima edizione BD è uscita in Italia il 1º agosto 2012, insieme alla terza edizione DVD. Nonostante sia stata definita un'edizione speciale essa presenta solo i contenuti speciali principali del disco 2 della Platinum Edition.

## Accoglienza

### Incassi
La carica dei cento e uno, prodotto con un budget di 4 milioni di dollari, fu il decimo film di maggiore incasso del 1961, guadagnando 14 milioni nel mercato interno (USA e Canada) durante il suo primo anno di distribuzione, e uno dei film più popolari dello studio del decennio. Il film venne rieditato nei cinema nel 1969, 1979, 1985 e 1991. La riedizione del 1991 fu il ventesimo film di maggiore incasso dell'anno nel mercato interno. Le riedizioni italiane avvennero invece nel 1970 (a partire dalla quale il film è stato rinominato La carica dei 101), 1978, 1985, 1995 e 2012. Durante la sua lunga storia, il film ha incassato in totale 215.880.014 dollari. Adeguato all'inflazione e aggiungendo le uscite successive, il film ha un incasso totale di 900,3 milioni di dollari.

### Critica
Variety ha affermato che "Sebbene non sia così indelebilmente incantevole o ispirato come alcuni dei più indimenticabili sforzi animati dello studio, questo è comunque uno sforzo creativo scrupoloso". Time ha elogiato il film definendolo "il film d'animazione più spiritoso, affascinante e meno pretenzioso che Walt Disney abbia mai realizzato".
Nel recensire il film durante la sua riedizione nel 1991, Roger Ebert del Chicago Sun-Times, assegnando al film tre stelle su quattro, ha affermato che "è un film irregolare, con momenti di ispirazione in una storia abbastanza convenzionale di rapimento e salvataggio. Questo non è uno dei grandi classici Disney - non è allo stesso livello di Biancaneve o Pinocchio - ma è un divertimento passabile e intratterrà il pubblico di riferimento della famiglia". Anche il critico cinematografico del Chicago Tribune Gene Siskel, nella sua recensione del 1991, ha dato al film tre stelle su quattro. Tuttavia, il film ha ricevuto anche alcune recensioni negative. Nel 2011, Craig Berman di MSNBC lo ha classificato e il suo remake del 1996 come due dei peggiori film per bambini di tutti i tempi, affermando che "La trama in sé è un po' pazza. Fare un cappotto con i cani? Chi lo farebbe? Ma il peggio del senso della moda di Crudelia De Mon è il fatto che i tuoi figli inizieranno sicuramente a chiedere un loro dalmata per il loro prossimo compleanno".
Il sito web di aggregazione di recensioni Rotten Tomatoes ha riportato che il film ha ricevuto un punteggio di approvazione del 98% basato su 52 recensioni con un punteggio medio di 8,2/10. Il consenso critico del sito web recita: "Con un sacco di cagnolini e una cattiva memorabile (Crudelia De Mon), questo è uno dei film d'animazione Disney più duraturi e divertenti". Metacritic, un altro sito web di aggregazione di recensioni, ha concluso che il film ha una media ponderata di 83/100 in base a 10 recensioni, indicando un "plauso universale".
Il film venne nominato per l'inclusione in due liste dell'American Film Institute: AFI's 100 Years... 100 Movies e AFI's 10 Top 10 (nella categoria "Animazione"). Crudelia De Mon si classificò invece al 39º posto tra i cattivi della AFI's 100 Years... 100 Heroes and Villains.

## Riconoscimenti
- 1962 - Premio BAFTA
  - Miglior film d'animazione
- 1962 - Grammy Awards
  - Nomination Miglior registrazione per bambini
- 2008 - Satellite Award[34]
  - Nomination Miglior DVD per giovani
- 2024 - Online Film and Television Association[35]
  - OFTA Film Hall of Fame

## Remake live-action
Negli anni successivi alla distribuzione originale del film la Disney portò la storia in varie direzioni. Il primo di questi tentativi fu il remake live-action La carica dei 101 - Questa volta la magia è vera, uscito il 27 novembre 1996. Il film è ambientato nella Londra contemporanea, e vede Glenn Close nel ruolo di Crudelia De Mon. Nel film nessuno degli animali parla. Il successo nei cinema di questa versione diede origine a una serie animata l'anno successivo, La carica dei 101 - La serie (che prende elementi anche dal classico Disney), e a un sequel, La carica dei 102 - Un nuovo colpo di coda (2000). A maggio 2021 esce nelle sale e su Disney+ (tramite accesso VIP) uno spin-off live-action della saga de "La carica dei 101" intitolato Crudelia, interamente dedicato al personaggio di Crudelia De Mon, interpretata da Emma Stone.

## Sequel
Nel 2003 uscì direct-to-video il sequel ufficiale del Classico Disney, La carica dei 101 II - Macchia, un eroe a Londra. Il film ha come protagonista Pizzi (ribattezzato Macchia nel doppiaggio italiano) che, dimenticato a Londra durante il trasloco dei Radcliffe, incontra il suo idolo televisivo Fulmine, e insieme a lui deve nuovamente affrontare Crudelia e i fratelli Badun.

## Camei
Nel lungometraggio appaiono anche dei personaggi appartenenti a un altro film d'animazione Disney a tema canino, ossia Lilli e il vagabondo: quando Pongo abbaia a tutti i cani della zona per avvisare del rapimento dei cuccioli, al richiamo rispondono (e passano parola) anche Whisky, poi Gilda e Bull dalla vetrina di un negozio di animali, fino a vedere Biagio sopra una macchina e infine Lilli che appare su una strada con altri due cani.